# Lemsterland
Lemsterland - była gmina w Holandii, w południowo-zachodniej Fryzji. Powierzchnia 124,34 km² z czego 48,41 km² to woda. Według spisu ludności z 2013 gminę zamieszkiwało 13 561 osób. Siedzibą gminy był Lemmer. W 2014 r. gmina została włączona do nowo utworzonej gminy De Friese Meren.

## Miejscowości
Miasta i wsie:
| Nazwa Niderlandzka  | Nazwa Fryzyjska       | Nazwa Stellingwerfska | Ludność |
| ------------------- | --------------------- | --------------------- | ------- |
| Lemmer              | De Lemmer             | Lemmer                | 10.135  |
| Echtenerbrug        | Ychtenbrêge           | Echtenerbrogge        | 605     |
| Echten              | Ychten                | Echten                | 660     |
| Bantega             | Bantegea              | Bantege               | 655     |
| Oosterzee           | Eastersee             | Oosterzee             | 945     |
| Delfstrahuizen      | Dolsterhuzen          | Delfstrehuzen         | 410     |
| Eesterga en Follega | Jistergea en Follegea | Eesterge en Follege   | 215     |

Przysiółki (wioski):
- Brekkenpolder
- Commissiepolle
- Schoterzijl
- Zevenbuurt